# Масляников, Иван Купреевич
Масляников Иван Купреевич (1929—1995) — бригадир проходчиков шахты № 1 треста «Ленинградсланец» Министерства угольной промышленности СССР, Герой Социалистического Труда.

## Биография
Родился 1 июля (по другим данным — 24 сентября) 1929 года в ныне Гомельской области Республики Беларусь в семье крестьянина. Русский.
Во время Великой Отечественной войны в 1943 году фашисты за связь с партизанами расстреляли отца. Иван был старшим из четырёх осиротевших сыновей и пошел трудиться конюхом. В 1947 году приехал в город Ленинград, откуда его направили в посёлок (с 1949 года — город) Сланцы Ленинградской области, в школу фабрично-заводского обучения. Совмещая труд с учёбой, он в 1948 году стал горных дел мастером, а спустя три года — бригадиром проходчиков шахты № 1 треста «Ленинградсланец».
В 1951 году вступил в ВКП(б)/КПСС.
Однажды затормозилась добыча сланца — ценного сырья для топливной промышленности. Чтобы исправить положение, понадобилось срочно прорубить 300-метровый штрек. Бригадир Масляников четко организовал работы, увлекая других личным примером. Месячная норма — 40 метров проходки. В сложных горно-геологических условиях было пройдено за месяц 123 рекордных метра при высоком качестве проделанных работ.
В 1957 году за высокие трудовые достижения по итогам пятой пятилетки (1951—1955) и 1956 года награждён орденом Ленина. Указом Президиума Верховного Совета СССР от 29 июня 1966 года за выдающиеся заслуги в выполнении заданий семилетнего плана по развитию угольной и сланцевой промышленности и достижение высоких технико-экономических показателей в работе Масляникову Ивану Купреевичу присвоено звание Героя Социалистического Труда с вручением ордена Ленина и золотой медали «Серп и Молот».
В 1979 году, достигнув пенсионного возраста, остался на шахте.
Жил в городе Сланцы. Умер 18 октября 1995 года.

## Награды
Награждён 2 орденами Ленина (26.04.1957; 29.06.1966), медалями, в том числе «За трудовое отличие» (28.08.1954).
Почетный шахтер СССР.
Избирался членом Сланцевского горкома КПСС.